# Local optimum

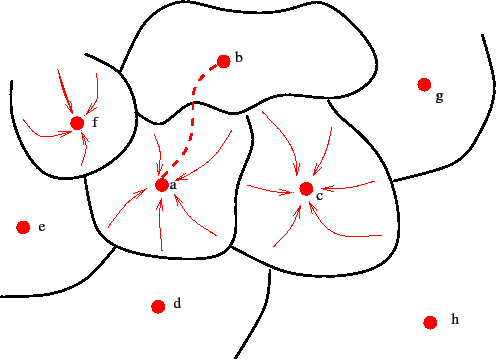
Áreas de atração em torno dos pontos localmente óptimos

Local optimum é um termo em matemática aplicada e ciência da computação.
Um local optimum de um problema de optimização combinatória é uma solução que é óptima (ou máximo ou mínimo), dentre um conjunto de soluções vizinhas. Isto está em contraste com uma óptima global, que é a solução ideal entre todas as soluções possíveis.
Os métodos de "Local search" ou "hill climbing" são usados para resolver problemas de otimização discreta iniciados a partir de uma configuração inicial e movendo-se repetidamente para uma melhor configuração vizinha. Uma trajetória é gerada no espaço de busca, que mapeia um ponto inicial para um local óptimo, onde a busca local é impedida de prosseguir. O espaço de busca é, portanto, subdividido em áreas de atração, consistindo de todos os pontos iniciais que tem um local óptimo dado como ponto final da trajetória de busca local.